# Oligia bridghamii
Oligia bridghamii là một loài bướm đêm trong họ Noctuidae.